# Marcel Ciolacu
Marcel Ciolacu, né le 28 novembre 1967 à Buzău, est un homme d'État roumain. Il est vice-Premier ministre de 2017 à 2018, président de la Chambre des députés de 2019 à 2020 et de 2021 à 2023, président du Parti social-démocrate (PSD) depuis 2019 et Premier ministre de Roumanie du 15 juin 2023 au 6 mai 2025.

## Biographie

### Vice-Premier ministre
Il est vice-Premier ministre entre juin 2017 et janvier 2018, dans le gouvernement Tudose, et ministre de la Défense par intérim pendant quelques jours en septembre 2017.

### Président de la Chambre des députés
Le 29 mai 2019, à la suite de l'incarcération de Liviu Dragnea, il devient président de la Chambre des députés.

### Président du PSD
À partir du 27 novembre suivant, après la démission de Viorica Dăncilă, il assure l'intérim à la présidence du PSD. Il est élu lors d'un congrès le 24 août 2020.
Alors dans l'opposition, le PSD dépose une motion de censure à l'encontre du gouvernement Orban I. L'exécutif est renversé le 5 février 2020. La motion recueille 261 suffrages favorables, soit 28 de plus que le minimum requis. Dans le cadre de la pandémie de Covid-19, les différents partis rallient la proposition de ne pas tenir d'élections anticipées et privilégient la mise en place d'un gouvernement de plein exercice. Le Parlement, réuni en séance commune le 14 mars, vote la confiance au gouvernement Orban II par 286 voix favorables, seuls le parti Pro Romania de Victor Ponta et des parlementaires indépendants s'y opposant,.
À la surprise générale, le PSD arrive en tête des élections parlementaires roumaines de 2020 mais sans majorité absolue. Le Parti national libéral et l'Alliance 2020 USR-PLUS, arrivés en deuxième et troisième position avec des résultats cumulés plus importants, forment le gouvernement Cîțu,.

### Retour au perchoir de la Chambre
Une motion de censure, déposée par le PSD, est votée à l'encontre du gouvernement Cîțu (en minorité depuis le départ de l'USR-PLUS de la coalition) le 5 octobre 2021 suivant par le Parlement.
Le 21 octobre, le ministre de la Défense Nicolae Ciucă est chargé de former un gouvernement. Le PSD propose de soutenir temporairement le gouvernement durant la pandémie de Covid-19 en échange d'accepter 10 mesures. N'ayant pas réussi à obtenir le soutien du PSD ou de l'USR, il renonce à former un gouvernement le 1er novembre.
Le 12 novembre, après plusieurs semaines de négociations, le Parti national libéral (PNL), le PSD et l'Union démocrate magyare de Roumanie (UDMR) concluent une entente de base pour la formation d'un gouvernement de coalition, alors que des questions restent à résoudre, comme le nom du Premier ministre ou le principe d'une rotation à la tête du gouvernement. Un accord de coalition est obtenu le 21 novembre sur le principe d'une rotation entre les deux partis après 18 mois entre Nicolae Ciucă et le président du PSD, Marcel Ciolacu, ainsi que sur la répartition des ministères. Le lendemain, Ciucă est de nouveau désigné Premier ministre, recevant le soutien du PNL, du PSD et de l'UDMR lors des consultations présidentielles,. Le 23 novembre, conformément à l'accord de coalition, Ciolacu est élu président de la Chambre des députés, tandis que Florin Cîțu devient président du Sénat.

### Premier ministre
Le 17 mai 2023, conformément à l'accord de coalition, Ciucă annonce sa démission, effective initialement le 26 mai. À la demande du président Iohannis, il décide finalement de la reporter du fait de la grève des enseignants. Il démissionne effectivement le 12 juin, au lendemain de la fin de cette grève, l'une des plus importantes ces dernières années et qui a vu des dizaines de milliers de personnes sortir dans les rues. Le ministre de la Justice Cătălin Predoiu assure l'intérim.
Le 13 juin, Marcel Ciolacu est chargé de former un gouvernement. Il présente sa composition le jour même. Présenté aux députés et sénateurs le 15 juin, le gouvernement remporte le vote de confiance par 290 voix pour et 95 contre, la majorité requise étant d'au moins 234 voix, puis il prête serment dans la foulée.
Candidat à l'élection présidentielle roumaine de 2024 et présenté comme « pro-européen », il arrive troisième au premier tour derrière le candidat d'extrême-droite Călin Georgescu et la candidate de centre-droit Elena Lasconi dans un contexte de manipulation électorale qui aboutira à l'annulation du scrutin. Il annonce démissionner de la présidence du parti,.
À l’issue des élections législatives de décembre 2024, il garde la tête du gouvernement, après un accord pensé comme un « rempart face à la progression de l’extrême droite » et pour présenter un candidat unique à la présidentielle. Mais, le 5 mai 2025, au lendemain de l'arrivée en tête du candidat d'extrême droite George Simion et de l’élimination de Crin Antonescu, candidat soutenu par la coalition au pouvoir, au premier tour de l'élection présidentielle roumaine de 2025, il annonce sa démission. En revanche, le PSD choisit de ne donner aucune consigne de vote, Ciolacu déclarant : « J'ai pris la décision de ne soutenir publiquement aucun des candidats. Chaque sympathisant votera selon sa conscience ».

## Controverses
En 2009, la Cour des comptes de Buzau constate qu'une entreprise de construction de la commune de Buzau, Urbis Serv, dirigée par Marcel Ciolacu entre 2007 et 2008, avait causé un surcoût d'environ 1,3 million d'euros pour des projets de construction de rues et de trottoirs par le biais d'un contrat illégal avec une entreprise appartenant à un collègue du parti, la société Mecan Construct, appartenant à l'ancien conseiller du comté du PSD, Dumitru Dobrică.
Il est accusé de conflit d'intérêts causant des dommages à la municipalité en gonflant le contrat Mecan d'environ 1,3 million d'euros.
Marcel Ciolacu déclare que la décision de la Cour des comptes de Buzău avait été contestée devant les tribunaux. Il déclare qu'un dossier d'enquête pénale auprès de la direction nationale anticorruption de Ploiești, dans lequel les allégations concernant le contrat avec Mecan Construct ont été examinées, s'est conclu sans engager de poursuites pénales contre lui.